# Fosen

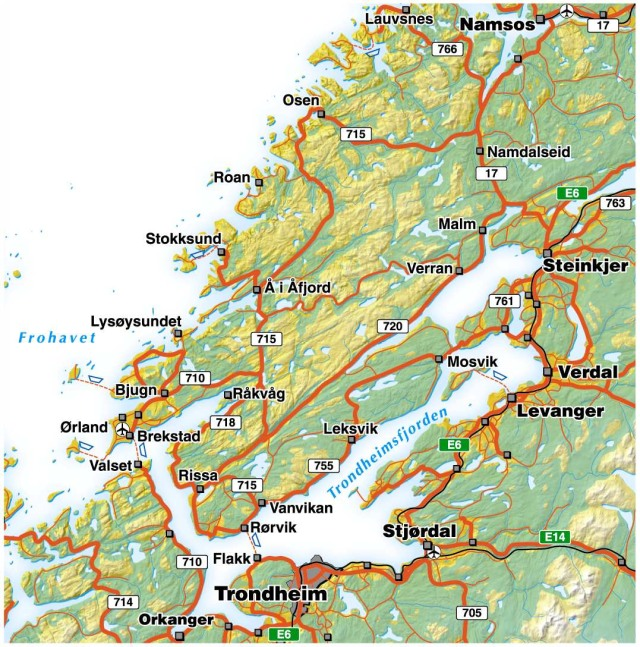
Karta över området kring Fosen.

Fosen är ett landskap och en halvö i Trøndelag fylke i mellersta Norge. Området har historiskt sett präglats av fiskarbondens växelbruk mellan land och hav. På senare tid har fiskodlingen fått allt större betydelse.
Geografiskt sett är Fosenhalvön den del av Trøndelag som ligger mellan Norska havet i väster och Trondheimsfjorden i öster, söder och sydväst om Namsenfjorden och Namdalseidet.
Administrativt sett omfattar landskapet Fosen vanligtvis de fyra kommunerna Ørland, Indre Fosen, Åfjord och Osen. Dessa fyra kommuner samarbetar interkommunalt i Fosenregionen och de utgör Fosens prosteri inom Norska kyrkan. De har en total yta på cirka 3225 kvadratkilometer.
Fosens tingsrätts domkrets omfattade kommunerna Ørland, Åfjord och Osen samt ökommunerna Hitra och Frøya, tills det lades ner 2021 och införlivades med den då nybildade Trøndelags tingsrätt.
Historiskt sett omfattade Fosens fögderi, som lades ned 1894, förutom Fosenhalvön, även de tidigare kommunerna Hemne, Snillfjord, Agdenes, Hitra och Frøya, på den sydvästra sidan av Trondheimsfjorden. Det motsvarade ungefär det medeltida Fosens län, som låg under dåvarande Nordmøre fylke. Fosens historielag (hembygdsförening) täcker in hela det gamla fögderiet.

## Fosen-fallet (2010)
Den traditionella sydsamiska rennäringen i Fosen kom att störas av vindkraftsutbyggnad efter att Statkraft/Fosen Vind 2010 fick tillstånd att bygga vindkraftverk i renbetesområdena. Det så kallade Fosen-fallet (norska: Fosen-saken) gick igenom många rättegångsrundor innan Högsta domstolen i oktober 2021 kom fram till att vindkraftverken stod i konflikt med samernas rätt att utöva sin kultur.

## Bilder

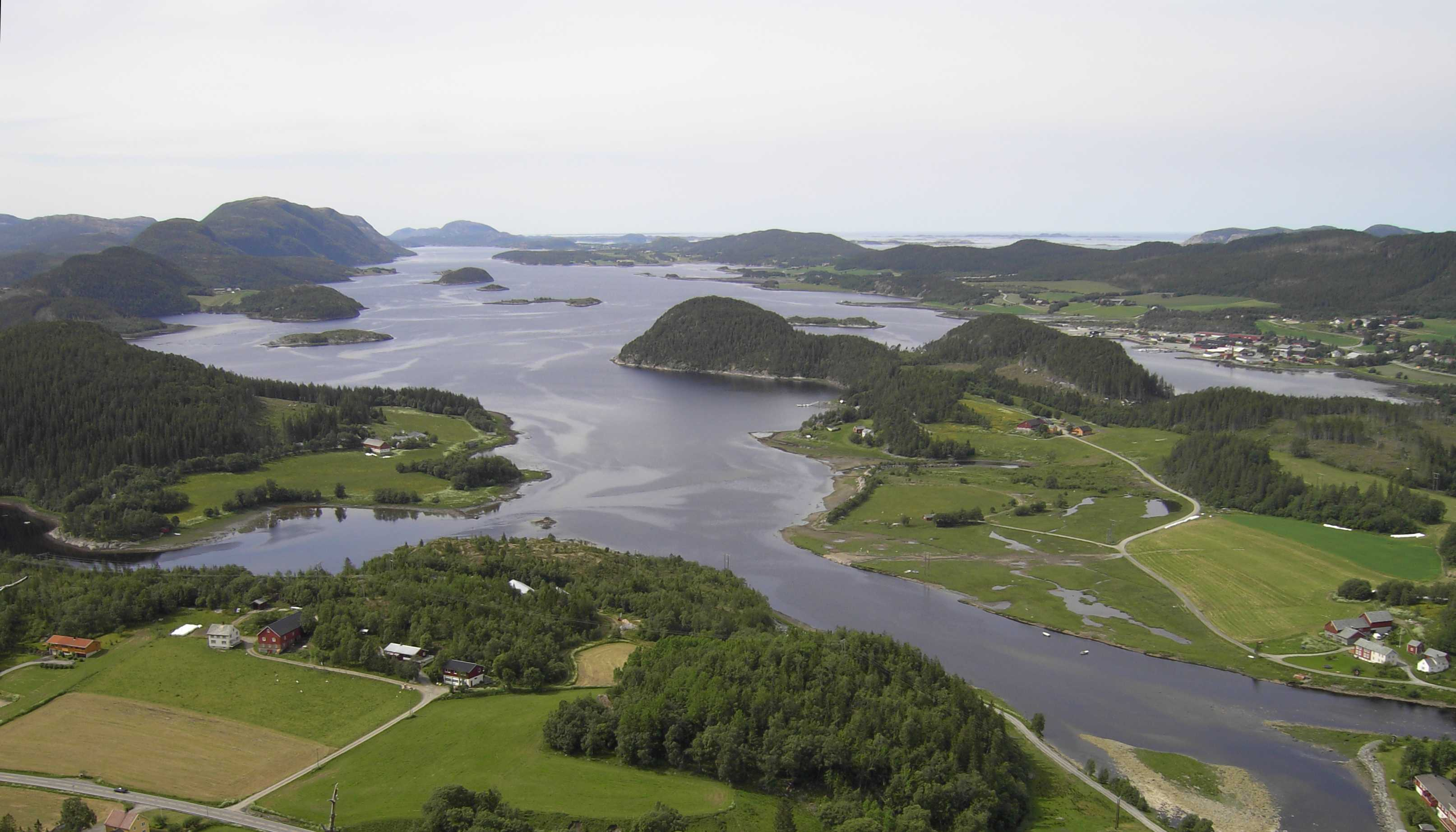
Åfjorden på västra sidan av Fosenhalvön.
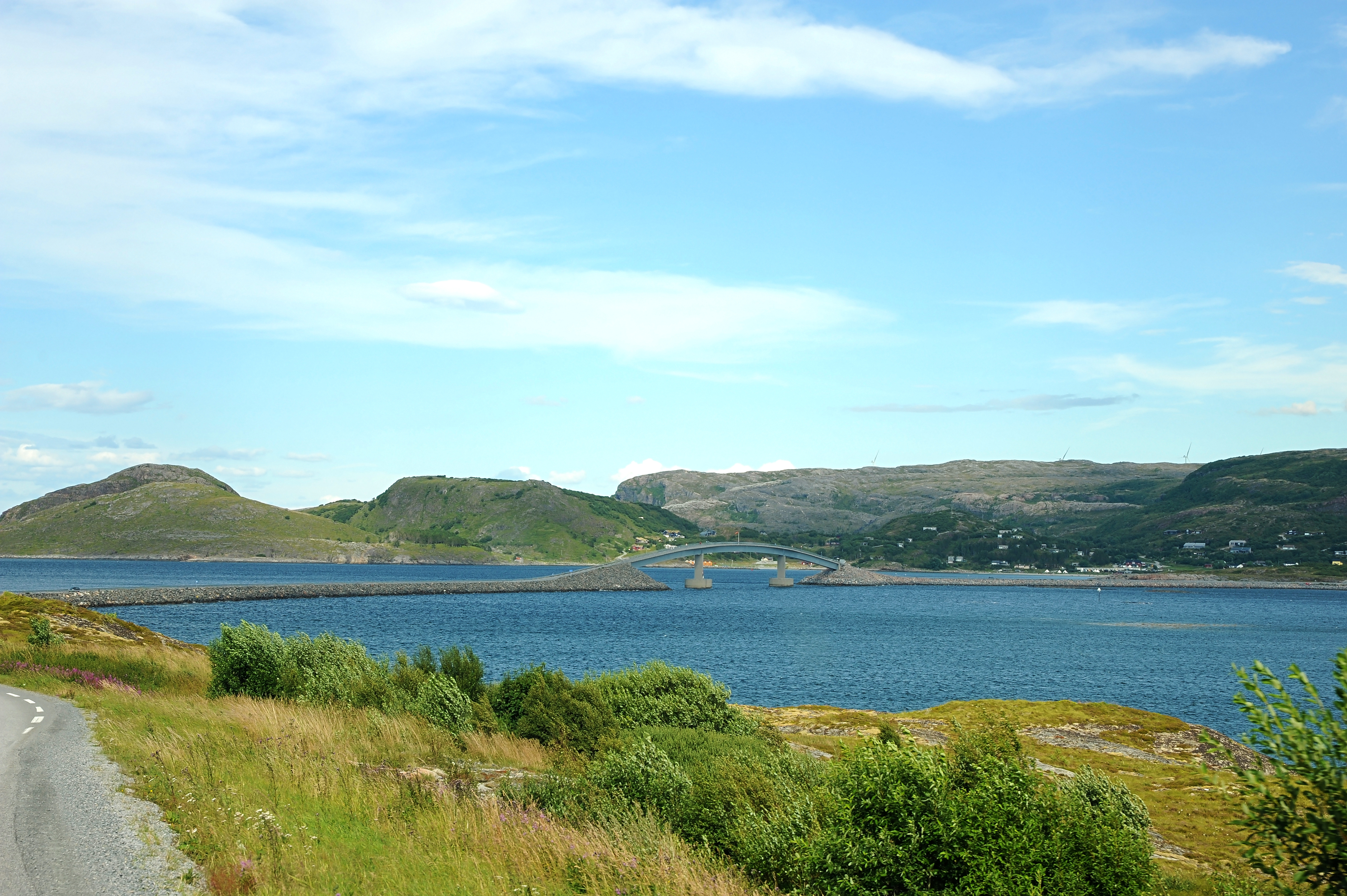
Linesøybron i Åfjords kommun.
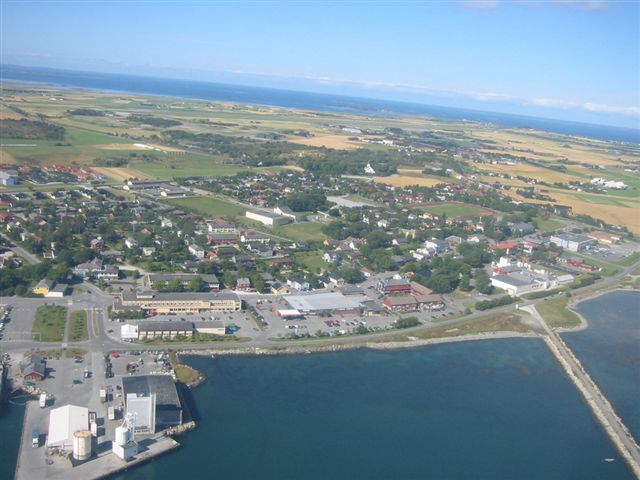
Staden Brekstad, längst ute på Fosenhalvön.
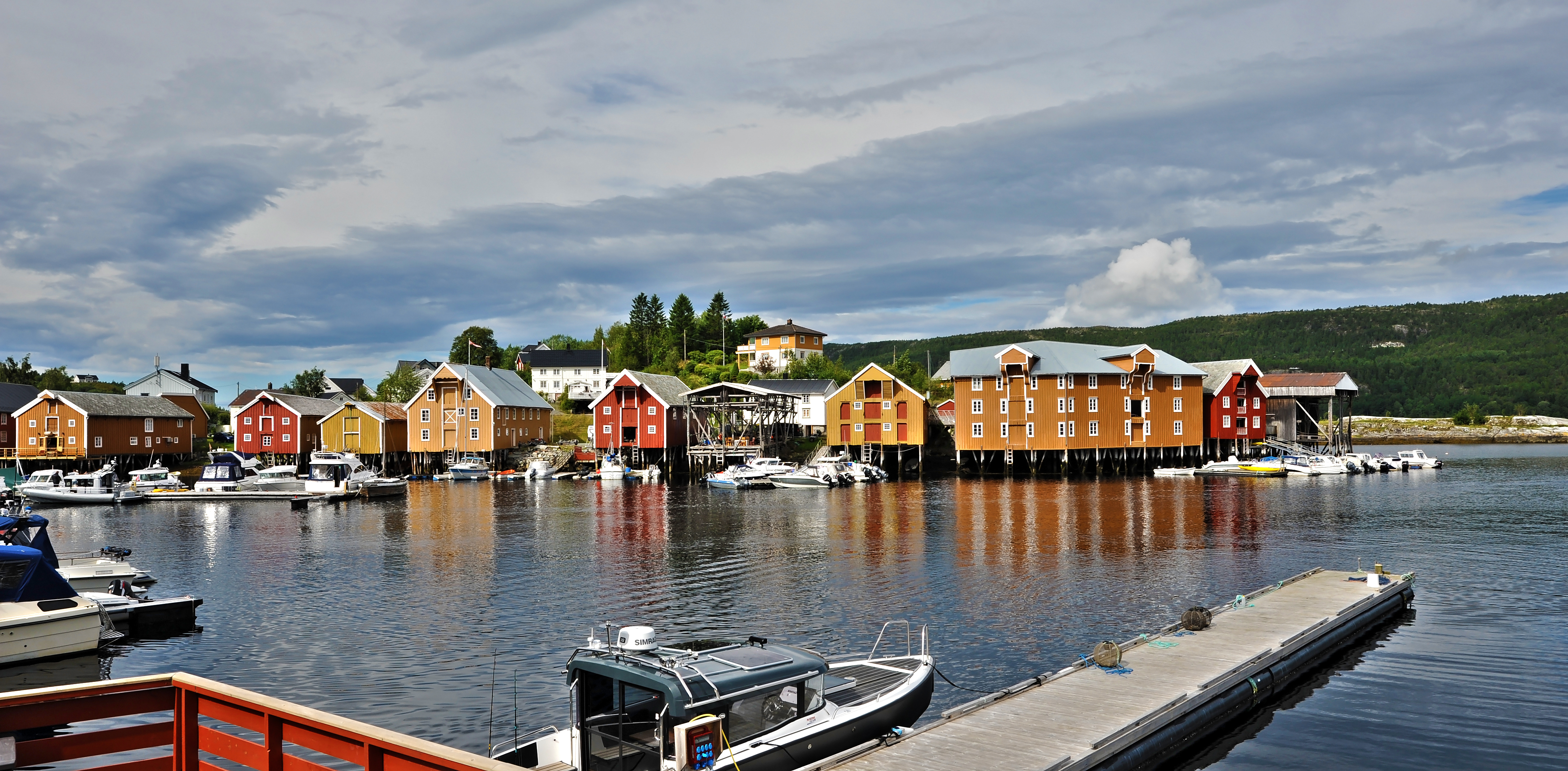
Råkvåg.